# Hira (site archéologique)
Pour les articles homonymes, voir Hira.
Hira ou Eira (en grec ancien : Εἶρα ou Ἰρά ou Ἱρὴ) est un site archéologique de Messénie, en Grèce.

## Histoire
Colonie fortifiée du Péloponnèse, Hira est, d'après Homère, une des sept villes qu'Agamemnon promet à Achille.
Située au nord de l'ancienne Messénie, près du fleuve Néda, elle est fortifiée au cours de la deuxième guerre messénienne par les Messéniens et Aristomène la défend pendant dix ans contre les Spartiates,,. Pausanias date la prise de la ville par les Lacédémoniens à la première année de la 28e Olympiade (668 avant notre ère). Les Arcadiens ont accueilli de nombreux Messéniens après la prise de la ville, tandis que les prisonniers messéniens capturés ont été convertis en Hilotes par les Lacédémoniens, et le reste des Messéniens qui vivaient sur la côte a été exilé à Cyllène en Élide. Pausanias ajoute que 297 ans après la capture d'Hira, dans la troisième année de la 102e Olympiade (370 avant notre ère), les Messéniens ont regagné leur territoire.
Le site est situé près de Kakaletri (en).
Il subsiste de la ville les ruines de l'acropole.